# Nothomitra
Nothomitra — рід грибів. Назва вперше опублікована 1964 року.

## Історія
Рід був вперше описаний голландським мікологом Рудольфом Арнольдом Масом Геестеран зразків, зібраних у Верхній частині Австрії восени 1964 року.  Пізніше були описані два додаткові види: Nothomitra kovalii був описаний Аїном Рітівіром у 1971 році з Кунашира на Курильських островах, а Nothomitra sinensis був описаний Чжуаном і Ван в 1997 році в Китаї.  Розміщення Nothomitra в класі Geoglossomycetes було підтверджено за допомогою молекулярної філогенетики.

## Класифікація
До роду Nothomitra відносять 2 вида:
- Nothomitra kovalii
- Nothomitra sinensis

Також до роду Nothomitra раніше відносили Nothomitra cinnamomea але зараз цей вид віднесений до Microglossum cinnamomeum.

## Розповсюдження
Nothomitra була знайдена лише в Європі та Китаї, хоча точних даних про розповсюдження не вистачає.